# آبجوی چاودار

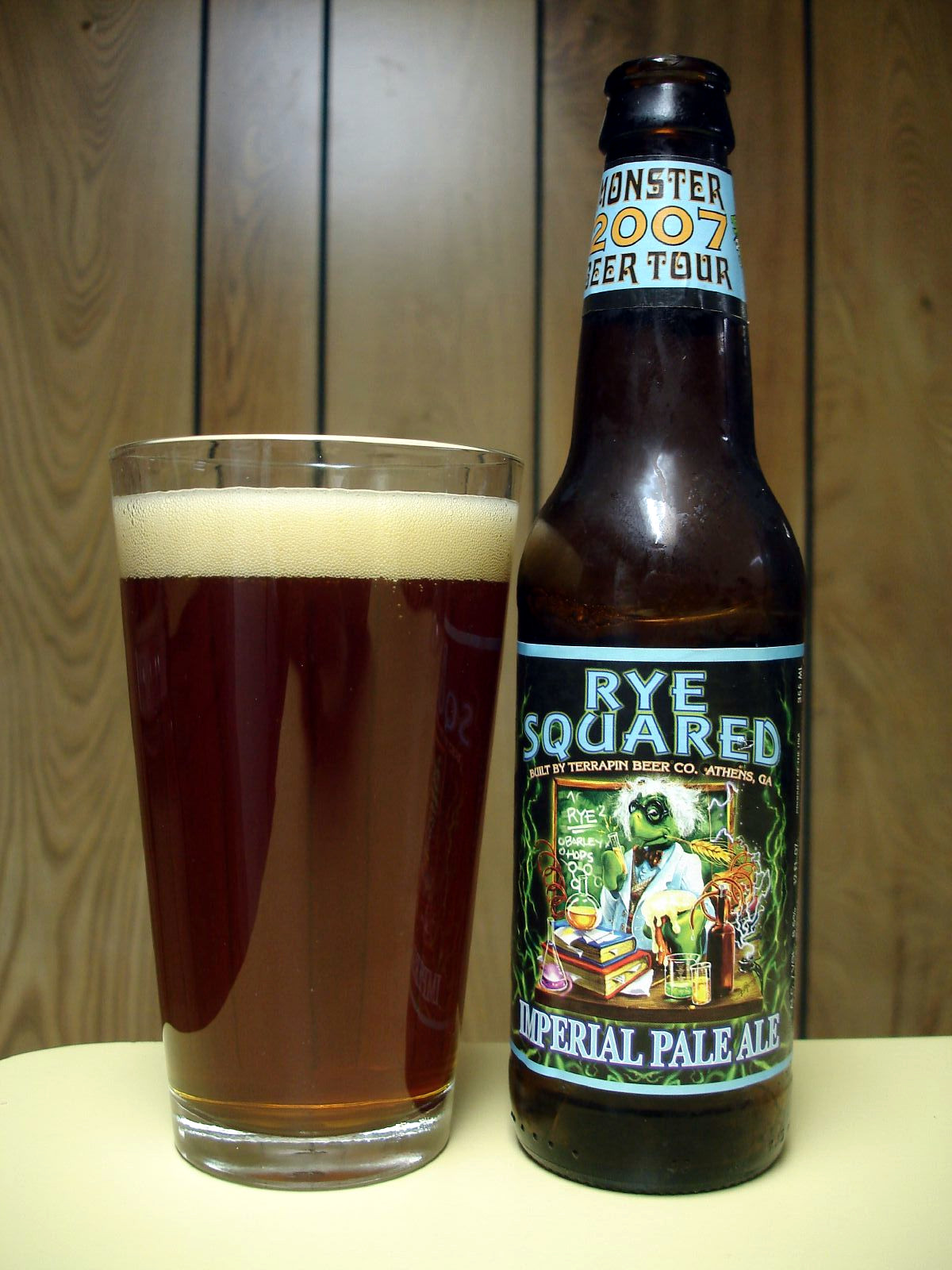
یک بطری و لیوان آبجو چاودار

آبجو چاودار (به انگلیسی: Rye beer) نوعی آبجو است که برای تهیه آن در کنار مالت جو از چاودار هم استفاده می‌کنند. در مقایسه با آبجو معمولی این نوشیدنی رنگ تیره‌تری دارد.اولین جایگاه تولید این مشروب ایالت بایرن در آلمان بوده‌است.